# Dave Williams (cantante)
David Winston Williams (White Plains, Nueva York; 29 de febrero de 1972-Manassas, Virginia; 14 de agosto de 2002) fue un cantante estadounidense, conocido por ser vocalista de la banda de heavy metal Drowning Pool.

## Biografía
Creció en Princeton, Texas, viviendo con sus padres, Charles Edward y Jo-Ann Williams. Creció en una familia piadosa, lo que lo llevó a alejarse de la religión. Idolatraba a David Lee Roth y Vince Neil por sus personajes públicos.
En 1999, se unió a Drowning Pool, grupo formado en 1996 y que previamente había actuado como trío instrumental. La banda lanzó su álbum debut con Williams, Sinner, en 2001. Williams pronto se hizo conocido por sus actuaciones con la banda. Su apodo Stage, se lo dio el guitarrista de Pantera, Dimebag Darrell, debido a su conocida personalidad sobre el escenario.

## Fallecimiento
El 14 de agosto de 2002, Williams fue encontrado muerto en el autobús de gira de la banda en Manassas, Virginia. La banda viajaba con Ozzfest y tenía previsto tocar en Bristow al día siguiente. La autopsia determinó que había fallecido por insuficiencia cardíaca causada por una miocardiopatía hipertrófica, la cual nunca se había diagnosticado hasta su fallecimiento. Se realizó el funeral de forma pública en Plano, Texas, el 18 de agosto de 2002 a las 14:00.

## Legado
Un funeral público se llevó a cabo en Plano, Texas, el 18 de agosto de 2002 a las 10:00. Desde entonces un DVD llamado Sinema, que cuenta su vida, fue puesto en venta. Su sueño de toda la vida que quería llevar a cabo antes de su muerte era comprar una casa para sus padres, Charles Edward y Jo-Ann Williams. Las ventas de Sinema pudieron hacer realidad su sueño póstumo.
La Comunidad Musical de Dallas hizo en honor a Dave un festival de música acertadamente llamado "Stage Fest", que se celebró en el centro de Dallas; en el "Dallas' Deep Ellum" el martes 14 de agosto de 2007, siendo el quinto aniversario de su muerte, donde tocaron las siguientes bandas: Club Dada, The Curtain Club, The Liquid Lounge, The Darkside Lounge, Red Blood Club, Reno's Chop Shop, y Tomcat's.
El micrófono de Dave le fue dado in memoriam a Cristian Machado, de Ill Niño.